# Manuel Blasco Marqués
Manuel Blasco Marqués (Teruel, 9 de febrero de 1960) es un político español, fue alcalde de Teruel en dos etapas distintas de 1999 a 2003 y de 2011 a 2016. Pertenece al Partido Popular.

## Biografía
Nació el 9 de febrero de 1960 en Teruel. Blasco estudió Derecho y ayudó en la empresa familiar, dedicada a la fabricación de ladrillos. Casado y con dos hijos.

### Carrera política
En las elecciones municipales del 13 de junio de 1999, Manuel Blasco fue el candidato del Partido Popular para la alcaldía de Teruel, en sustitución del entonces alcalde popular Luis Fernández Uriel en una operación respaldada tanto por el entonces presidente del Gobierno de Aragón, Santiago Lanzuela como por Ricardo Doñate. El PP volvió a vencer en las elecciones con un 39,25% y nueve ediles —Perdiendo uno respecto a la cita con las urnas de 1995— Entre los asuntos que afrontaron o tuvieron en marcha destacaron la gestión del Plan URBAN, el Plan de Recuperación del Casco Histórico y el Programa de Urbanización del Ensanche, en el que está incluido el Plan de Vivienda Protegida. En estas colaboraron las instituciones europeas o el Gobierno de Aragón.
En las elecciones del 25 de mayo de 2003, el PP a pesar de ser el partido más votado —6239 votos y 400 votos más respecto a la cita con las urnas de hace 4 años— empató a número de concejales con el PSOE con ocho.
Cuatro años después, el 27 de mayo de 2007 volvieron a celebrarse las elecciones municapales, en ellas volvió a ganar el Partido Popular —que lo llevaba haciendo desde las elecciones del 28 de mayo de 1995— con Blasco como candidato con 8 concejales (5.909 votos). Pero nuevamente un previsible pacto entre el PSOE y el PAR podría alejarle del bastón de mando ya que esas dos fuerzas alcanzaban la mayoría absoluta (11 concejales) y además contaría con la oposición de CHA con sus dos ediles. Como así sucedió, el día 16 de junio fue investido alcalde de Teruel, el candidato del PAR y hasta entonces y desde el año 2006 Consejero de Servicios Sociales en el gobierno de la DGA presidido por el socialista Marcelino Iglesias; Miguel Ferrer. En esa sesión de investidura, Blasco se refirió a Miguel Ferrer como «ocupa».
En las elecciones municipales del 22 de mayo de 2011, Blasco obtuvo en la capital turolense doce concejales, la primera mayoría absoluta que se lograba en el Ayuntamiento de Teruel en la democracia. En este segundo mandato destacó la mejora económica en el Consistorio —Desde 2010 se redujo la deuda un 56% (De deber 60,1 millones de euros a 26,3 en agosto de 2015)— y situaciones comprometidas realizadas por el PP autonómico que fueron: el cierre de la residencia Turia y de la residencia estudiantil Luis Buñuel, los retrasos en la construcción del nuevo hospital y la decisión del Gobierno de Aragón entonces presidido por la popular Luisa Fernanda Rudi de autorizar el Grado de Magisterio en la Universidad San Jorge de Zaragoza, lo que provocó que participara en la manifestación en contra de ella por el perjuicio que supondría para el Campus turolense.
El 24 de mayo de 2015, se celebraron las elecciones municipales, en ellas volvió a vencer el Partido Popular —con Blasco de nuevo como cabeza de lista— pero perdiendo la mayoría absoluta.
El 27 de enero de 2016 presenta su renuncia como alcalde de Teruel.
El día 3 de mayo de 2016, el rey Felipe VI —por primera vez en la historia de la democracia— disolvió la Legislatura tras no conseguir que ningún candidato tuviera el respaldo de la Cámara para ser investido presidente del Gobierno. A continuación, el rey firmó el decreto de disolución de las Cortes y la convocatoria de unas nuevas elecciones generales, que se celebraron el 26 de junio de ese mismo año. Tres años después, en las elecciones generales anticipadas del 28 de abril de 2019, Blasco fue elegido senador por la provincia de Teruel.